# Црква Покрова Пресвете Богородице у Јарменовцима
Црква Покрова Пресвете Богородице у Јарменовцима, насељеном месту на територији општине Топола, налази се на благом узвишењу изнад села, у централном делу порте, недалеко од нове цркве. Првобитно, ова црквица била је средином 18. века саграђена у оближњој Белановици, али је 1860. године приликом градње нове цркве, пренета у Јарменовце.
Црква представља непокретно културно добро као споменик културе, Одлуком СО Топола бр. 281 од 3. јуна 1994. године. Раније, део иконостаса из 18. века са царским дверима и две престоне иконе у цркви утврђени су за непокретно културно добро - споменик културе, решењем Завода за заштиту споменика културе Крагујевац бр. 186/1 од 20. марта 1972. године.

## Опис
Црква по својој унутрашњој конструкцији подсећа на тип цркве брвнаре, док њен спољни изглед даје утисак грађевине са бондручним системом и двоводним кровом благог нагиба, тако да више личи на профани објекат него на храм. Издужне је основе са тространом апсидом на источном делу. Зидови су омалтерисани и жуто окречени. Засведена је полуобличастим сводом. Састоји се од мање припрате и наоса.
Од иконостаса из 18. века очуване су само царске двери и две престоне иконе. На царским дверима насликане су Благовести, а престоне иконе су са представама Богородице и Христа Пантократора. Иконописац који је сликао ове иконе био је пореклом Грк што се може видети из потписа који је оставио у доњем левом углу на престоној икони Богородице. Поред потписа мајстора на икони се налази и текст донатора са годином настанка икона која је тешко читљива, али је сигурно да су иконе настале у деветој деценији 18. века.
Све иконе рашене су у техници темпере на дасци која је претходно добро грундирана. Иконе су сликане у класичним традицијама, боје су употребљене чисто, без валера, а позадина и ореоли златни. Иконе су уједначеног квалитета, припадају истом мајстору и показују његово велико познавање заната и добру традицију.